# Schizaea dichotoma
Schizaea dichotoma är en ormbunkeart som först beskrevs av Carolus Linnaeus, och fick sitt nu gällande namn av James Edward Smith. Schizaea dichotoma ingår i släktet Schizaea och familjen Schizaeaceae. Utöver nominatformen finns också underarten S. d. sellingii.

## Bildgalleri

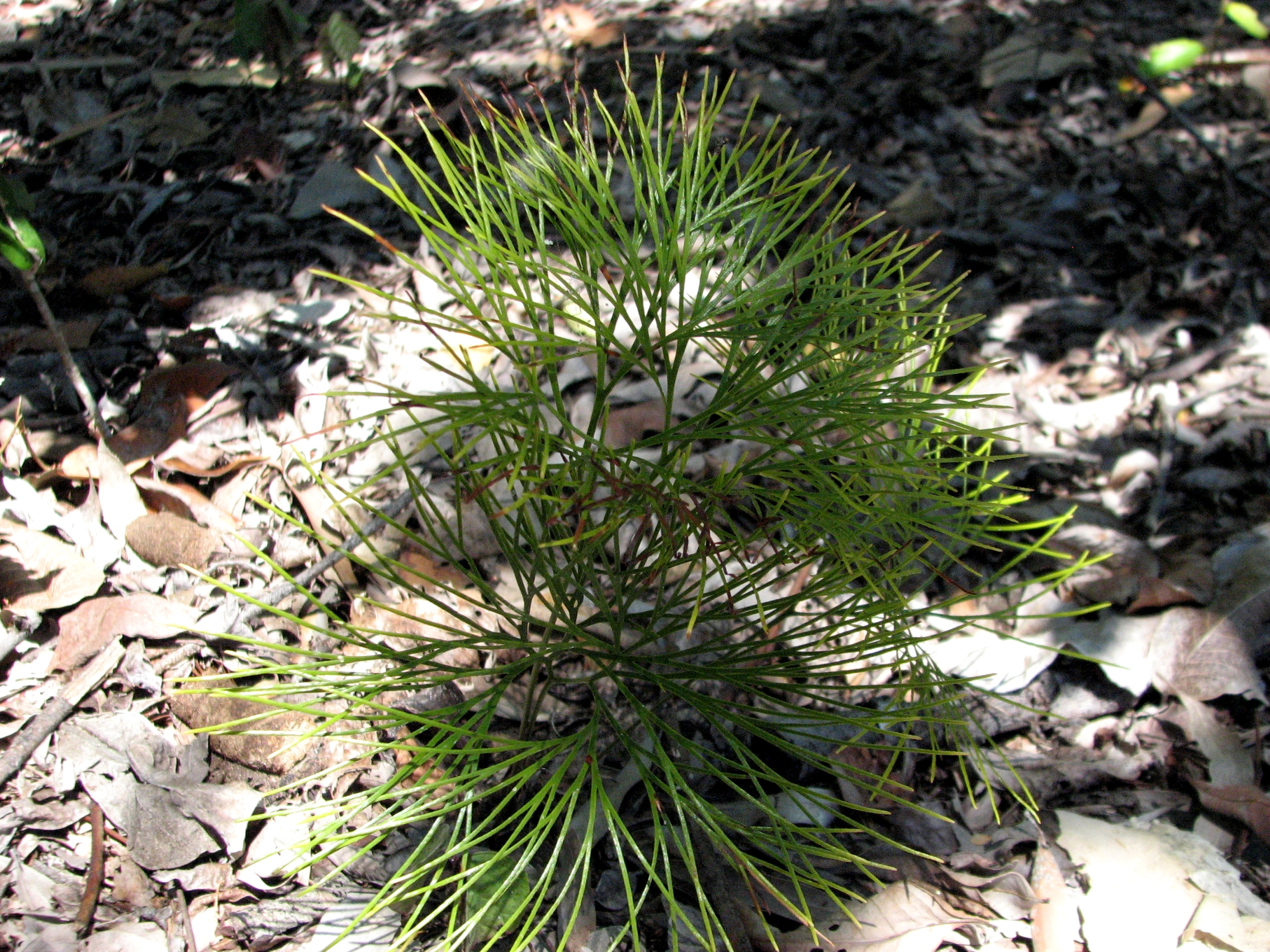